# Bow River (Goulburn River)
Der Bow River ist ein Fluss im Osten des australischen Bundesstaates New South Wales.

## Verlauf
Er entsteht bei der Kleinstadt Bow aus dem Bobialla Creek und dem Spring Creek. Von dort fließt er nach Südwesten und mündet im Goulburn-River-Nationalpark in den Goulburn River.

### Nebenflüsse mit Mündungshöhen
- Bobialla Creek – 342 m
- Spring Creek – 342 m
- Killoe Creek – 310 m
- Councils Creek – 245 m
- Redlynch Creek – 243 m[1]